# Костандін V
Костандін V (вірм. Կոստանդին; помер 1373) — король Кілікійського Вірменського царства з 1362 року до своєї смерті. Був сином Хетума Негірського, племінника царя Хетума II. Прийшов до влади після смерті свого кузина Костандіна IV, одружившись із його вдовою, Марією, дочкою Ошина Корікоського. Був представником династії Лузіньянів.

## Правління
Костандін вступив до союзу з Петром Кіпрським, віддавши під його захист місто-фортецю Корікос. По смерті Петра, 1369 року, Костандін почав міркувати над укладенням угоди з єгипетським султаном. Вірменська знать була незадоволена такою політикою короля, остерігаючись анексії вірменських володінь єгиптянами. У зв'язку з цим 1373 року Костандін був убитий. Після його смерті на престол зійшов його кузин Левон VI, який став останнім правителем Кілікійської Вірменії.